# Octococcus salsolicola
Octococcus salsolicola  (лат.) — вид полужесткокрылых насекомых-кокцид рода Octococcus из семейства мучнистые червецы (Pseudococcidae).

## Распространение
Африка: Египет (North of Mersa Halaib, побережье Красного моря).

## Описание
Питаются соками таких растений, как солянка Salsola foetida (Amaranthaceae). 
Вид был впервые описан в 1935 году энтомологами Х. Приснером и Х. Хосни (Priesner, H. Hosny, M.).
Таксон Octococcus salsolicola включён в состав рода Octococcus вместе с видами O. africanus (Brain, 1915) (ЮАР), O. minor De Lotto, 1969 (ЮАР), O. pentziae Hall, 1939 (ЮАР). Видовое название O. salsolicola происходит от родового имени растения-хозяина (Salsola), на котором происходит развитие червецов.